# Sanbon (métro de Séoul)
Sanbon (hangeul : 산본 ; hanja : 山本) est une station de passage de la ligne 4 du métro de Séoul. Elle est située au 504 Beonyeong-ro, dans le quartier Sanbon-dong, de la ville Gunpo-si, dsur le territoire de la province (Gyeonggi-do), près de Séoul en Corée du Sud. Elle dessert le centre-ville de Gunpo.
Ouverte en 1993, elle est desservie par les rames omnibus et express qui circulent sur la ligne 4.

## Situation sur le réseau

Plan du réseau (2023)

Établie en surface, la station Sanbon, est une station de passage de la ligne 4 du métro de Séoul : elle est située entre la station Geumjeong, en direction du terminus nord-est Jinjeop, et la station Surisan en direction du terminus sud-est Oido,.

## Histoire
La station Sanbon, construite avec des fonds privés, est mise en service le 1er mai 1992 sur la ligne Ansan.
Elle devient une station de la nouvelle ligne 4 du métro de Séoul lors de son ouverture le 1er avril 1994, en assimilant notamment la ligne Ansan.

## Services aux voyageurs

### Accès et accueil
Établie au 504 Beonyeong-ro, dans le quartier Sanbon-dong, la station dispose de quatre bouches, numérotés de 1 à 4. Des escaliers, escaliers mécaniques et ascenseurs permettent les circulations piétonnes entre les différents niveaux. Elle est notamment équipée d'une billetterie avec des automates pour l'achat de titres de transport. Les quais de la station sont équipés de portes palières.

### Desserte
Sanbon est desservie par les rames omnibus et express qui circulent sur la ligne 4.

Installations (2012)
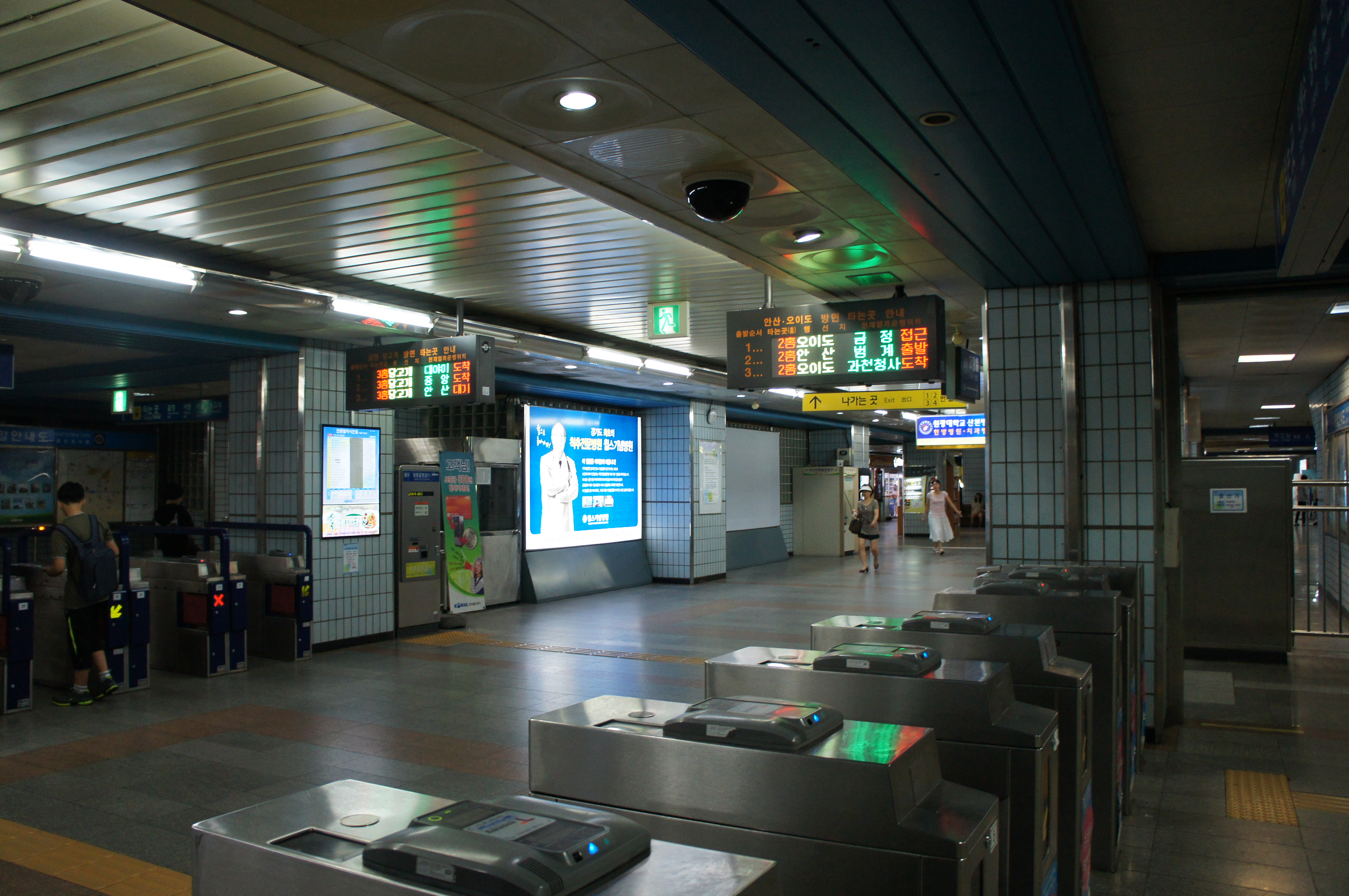
En 2012.
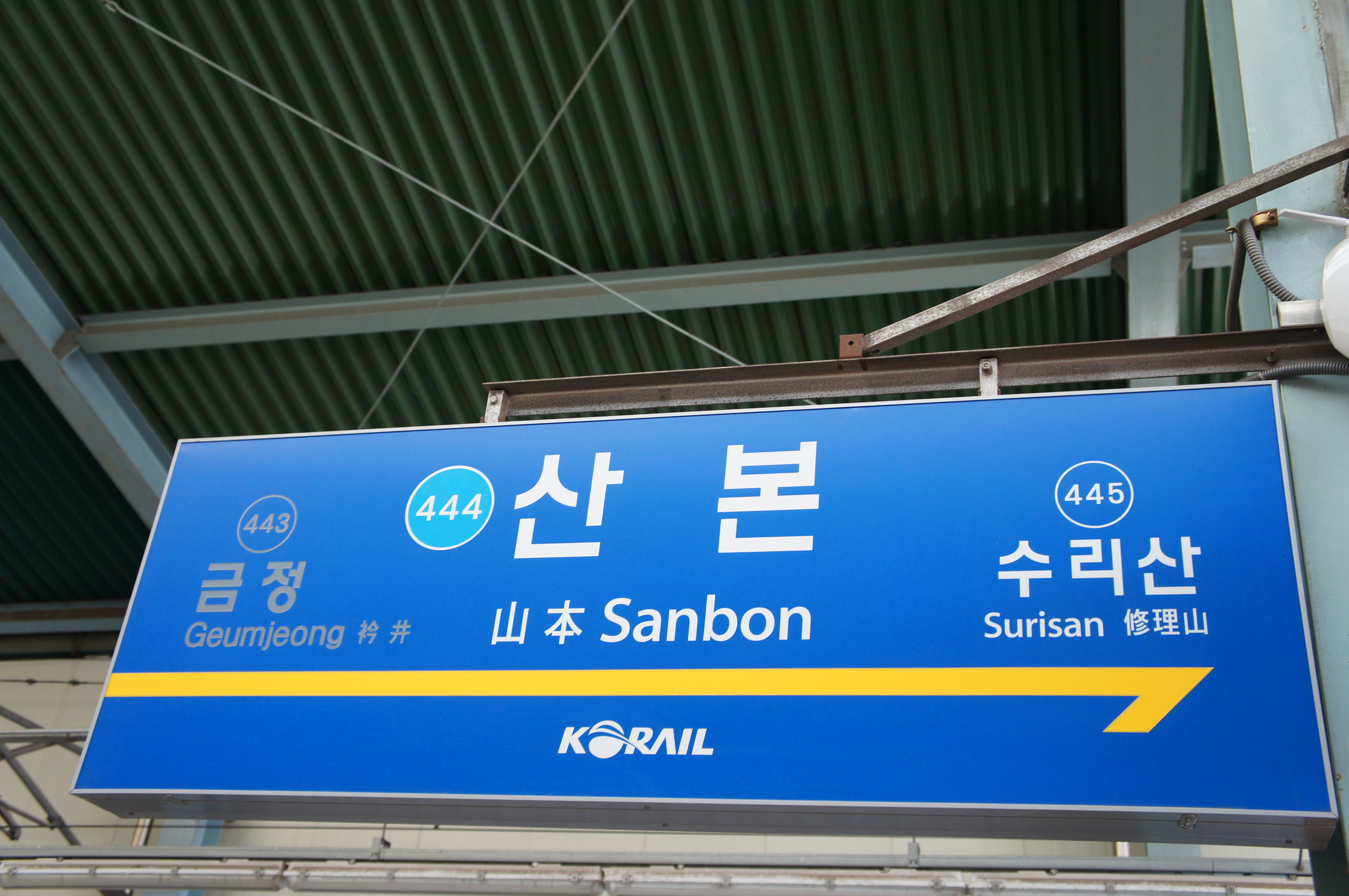
En 2012.
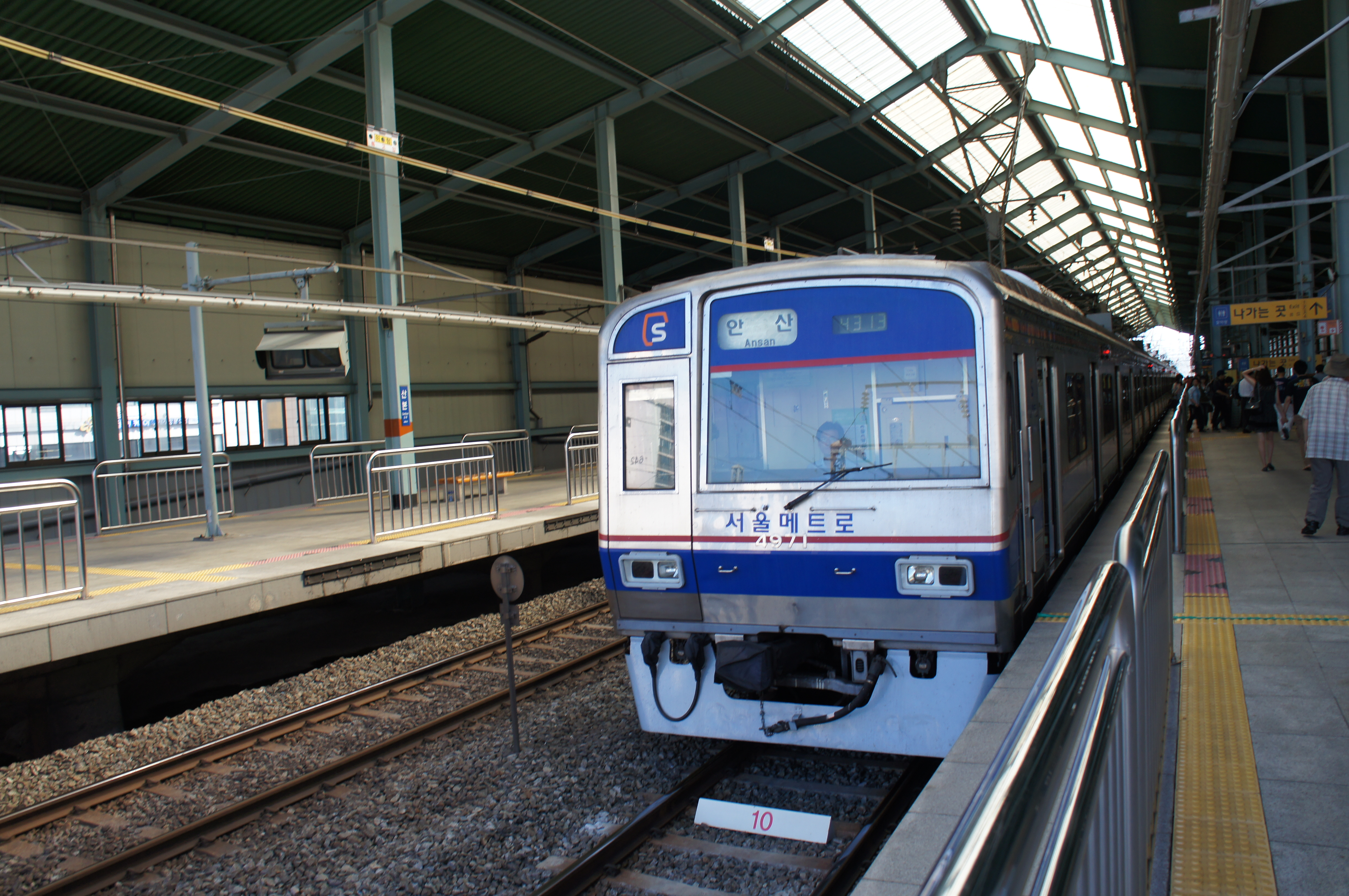
En 2012.

### Intermodalité
Des arrêts de bus urbains sont situés à proximité de certains accès.